# Donald Martino
Donald James Martino (ur. 16 maja 1931 w Plainfield w stanie New Jersey, zm. 8 grudnia 2005 na Antigui) – amerykański kompozytor.

## Życiorys
W młodości uczył się gry na klarnecie, oboju i saksofonie. W latach 1948–1952 studiował kompozycję u Ernsta Bacona na Syracuse University, uzyskując stopień Bachelor of Arts. Następnie podjął studia u Rogera Sessionsa i Miltona Babbitta na Princeton University, które ukończył w 1954 roku z tytułem Master of Arts. W latach 1954–1956 jako stypendysta Programu Fulbrighta przebywał we Florencji, gdzie był uczniem Luigiego Dallapiccoli. Wykładał na Princeton University (1958–1959), Yale University (1959–1969), New England Conservatory of Music w Bostonie (1969–1981) i Brandeis University (1981–1983). W 1983 roku został wykładowcą Harvard University. Trzykrotny laureat stypendium Fundacji Pamięci Johna Simona Guggenheima (1967, 1973, 1982). 
Członek American Academy of Arts and Letters i National Institute of Arts and Letters (1981) oraz American Academy of Arts and Sciences (1987). W 1974 roku otrzymał Nagrodę Pulitzera za utwór Notturno.
Zmarł w wyniku ataku hipoglikemii podczas pobytu na Karaibach.

## Twórczość
W swojej twórczości posługiwał się techniką dodekafoniczną, opierając się na schemacie kombinatoryjnego serializmu opracowanego przez Miltona Babbitta. Stosując elementy punktualizmu i linearyzmu oraz bloki dźwiękowe osiągał oryginalne efekty sonorystyczne. Sięgał też po klasyczne formy muzyczne, posługując się techniką koncertującą.

## Wybrane kompozycje
(na podstawie materiałów źródłowych)

### Utwory orkiestrowe
- Contemplations (1956)
- Koncert fortepianowy (1965)
- Mosaic for Grand Orchestra (1967)
- Koncert wiolonczelowy (1972)
- Rittorno (1975)
- Koncert potrójny na klarnet, klarnet basowy, klarnet kontrabasowy i orkiestrę kameralną (1977)
- Divertissements na orkiestrę młodzieżową (1981)
- Koncert na saksofon altowy i orkiestrę kameralną (1987)
- Koncert skrzypcowy (1995)

### Utwory kameralne
- 4 kwartety smyczkowe (I b.d. odrzucony, II 1952, III 1954, IV 1983)
- Sonata klarnetowa (1951)
- A Suite of Variations on Medieval Melodies na wiolonczelę (1952, zrewid. 1954)
- A Set na klarnet (1954, zrewid. 1974)
- Quodlibets na flet (1954)
- Sette canoni enigmatici na 2 altówki i 2 wiolonczele lub 2 fagoty lub na kwartet smyczkowy lub na 4 klarnety (1956)
- Kwartet na klarnet i trio smyczkowe (1957)
- Trio na klarnet, skrzypce i fortepian (1959)
- Cinque frammenti na obój i kontrabas (1961)
- Fantasy-Variations na skrzypce (1962)
- Koncert na kwintet dęty (1964)
- Parisonatina al’dodecafonia na wiolonczelę (1964)
- B,A,B,B,IT,T na klarnet (1966)
- Strata na klarnet basowy (1966)
- Notturno na 6 wykonawców (1973)
- Quodlibets II na flet (1980)
- Canzone e Tarantella sul nome Petrassi na klarnet i wiolonczelę (1984)
- From the Other Side na flet, wiolonczelę, perkusję i fortepian (1988)
- 15, 5, 92, A.B.: A Musical Birthday Card for Arthur Berger na klarnet (1992)
- 3 Sad Songs na altówkę i fortepian (1993)
- Serenata Concertante na oktet (1999)
- Piccolo Studies na saksofon altowy (1999)

### Utwory fortepianowe
- With Little Children in Mind (1951)
- Fantasy (1958)
- Pianissimo (1970)
- Impromptu for Roger (1977)
- Fantasies and Impromptus (1978)
- Suite in Old Form: Parody Suite (1982)
- 12 Préludes (1991)

### Utwory wokalno-instrumentalne
- Separate Songs na głos i fortepian (1951)
- Portraits: A Secular Cantata na mezzosopran, bas, chór i orkiestrę (1954)
- Anyone lived in a pretty how town na chór i fortepian na 4 ręce (1954)
- Three Songs na głos i fortepian (1955)
- Two Rilke Songs na głos i fortepian (1961)
- 7 Pius Pieces na chór i fortepian lub organy ad libitum (1972)
- Augenmusik: A Mixed Mediocritique na aktorkę, tancerkę, perkusistkę i taśmę (1972)
- Paradiso Choruses na 12 solistów, chór, chór dziecięcy ad libitum, taśmę i orkiestrę (1974)
- The White Island na chór i orkiestrę kameralną (1985)